# Koprzywnica
Koprzywnica (anhörenⓘ) ist eine Stadt in Polen in der Woiwodschaft Heiligkreuz, Powiat Sandomierski. Die Stadt liegt am Flüsschen Koprzywianka rund 15 km vor deren Mündung in die Weichsel.

## Geschichte
Das heutige Koprzywnica geht auf die Gründung einer Zisterzienserabtei zwischen 1183 und 1185 zurück. Stadtrecht erhielt der Ort 1268. 1241 sowie 1259/60 zerstörten die Tataren den Ort. In den Jahren 1494, 1657 und 1891 zerstörten Brände große Teile der Stadt. Während des Zweiten Nordischen Kriegs 1655 bis 1660 wurde der Ort von den Schweden zerstört. Bei der Ersten Teilung Polens wurde der Ort 1772 Teil Österreichs. 1819 wurde das Kloster geschlossen, es folgte der Niedergang der Stadt und dem Verlust des Stadtrechts im Jahr 1864. Nach dem Ersten Weltkrieg wurde die Stadt Teil des wiederentstandenen Polens. Während des Zweiten Weltkrieges errichteten die deutschen Besatzungsbehörde hier 1942 ein Ghetto, die etwa 1800 Juden wurden später im Vernichtungslager Treblinka ermordet. Am Ende des Krieges marschierte die Rote Armee in die Gegend ein und in der Folge wurde der Ort wieder Teil Polens. 2001 erhielt Koprzywnica erneut Stadtrecht.

### Einwohnerentwicklung
Nachfolgend die graphische Darstellung der Einwohnerentwicklung.

## Bauwerke

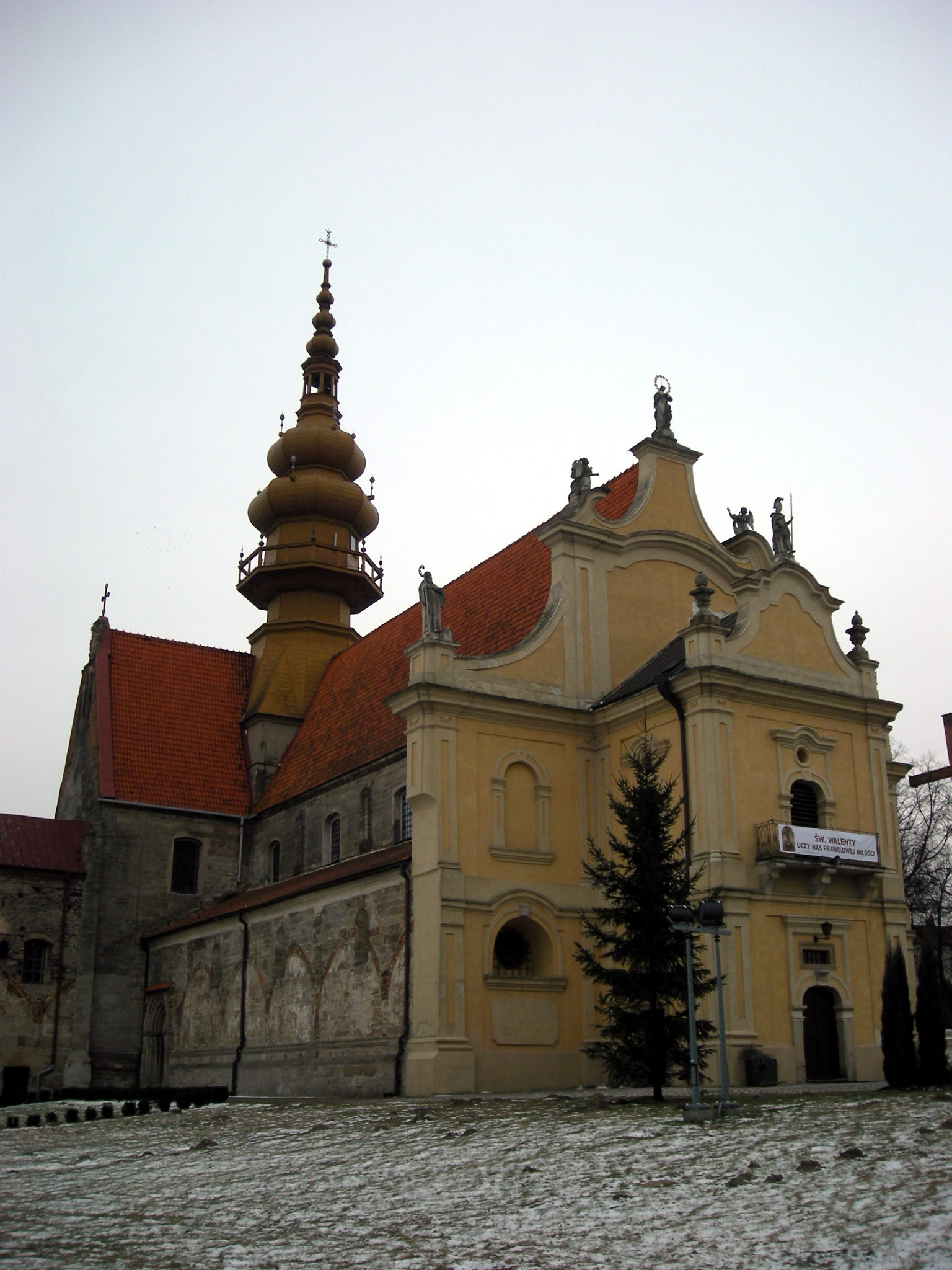
Kirche des Heiligen Florian

- die Kirche des Heiligen Florian war früher Teil des Klosters Koprzywnica
- die Wassermühle aus dem 19. Jahrhundert befindet sich unweit des Klostergeländes[3]

## Gemeinde
Die Stadt-und-Land-Gemeinde (gmina miejsko-wiejska) Koprzywnica hat eine Fläche von 69,19 km², auf welcher etwa 7.000 Menschen leben.

## Verkehr
Im Westteil Koprzywnicas verläuft die Landesstraße 79 (droga krajowa 79). Sie führt vom 130 Kilometer südwestlich gelegenen Krakau über Połaniec und Osiek nach Koprzywnicas. Von hier führt sie in nördlicher Richtung weiter über Sandomierz bis ins 180 Kilometer entfernte Warschau.
Die Stadt besitzt keinen Anschluss an das Schienennetz.
Der nächste internationale Flughafen ist der etwa 60 Kilometer südöstlich gelegene Flughafen Rzeszów-Jasionka.

## Persönlichkeiten
- Bernard Bogdanowicz (* um 1640 in Koprzywnica; † 23. November 1722 in Rom), Zisterziensermönch und geistlicher Autor